# Kai Hundertmarck
Kai Hundertmarck (Rüsselsheim, 25 d'abril de 1969) va ser un ciclista alemany que fou professional entre 1991 i 2003. Els seus principals èxits esportius foren les victòries a la Volta a Baviera i al Gran Premi de Frankfurt. Va pujar tres cops al podi al Campionat d'Alemanya en ruta i un al Campionat del Món en contrarellotge per equips. Un cop retirat es dedicà al triatló.

## Palmarès
- 1989
  - 1r a la Volta a Baviera
- 1990
  - 1r al Gran Premi François-Faber
  - 1r a la Volta a Renània-Palatinat
- 1991
  - Vencedor d'una etapa del Gran Premi François-Faber
- 1997
  - Vencedor d'una etapa de la Regio-Tour
  - Vencedor de 2 etapes de la Volta a Hessen
- 1999
  - 1r a la Gran Premi de Frankfurt
- 2001
  - Vencedor d'una etapa de la Tour Down Under
- 2003
  - Vencedor d'una etapa de la Volta a Nuremberg
  - Vencedor d'una etapa de la Volta a Hessen

### Resultats al Tour de França
- 1999. 110è de la classificació general

### Resultats a la Volta a Espanya
- 2000. 61è de la classificació general
- 2001. 94è de la classificació general

### Resultats al Giro d'Itàlia
- 2001. 98è de la classificació general
- 2002. 93è de la classificació general